# ویلا سانتو استفانو
ویلا سانتو استفانو (به ایتالیایی: Villa Santo Stefano) یک کومونه در ایتالیا است که در استان فروزینونه واقع شده‌است. ویلا سانتو استفانو ۲۰٫۳ کیلومتر مربع مساحت و ۱٬۷۵۰ نفر جمعیت دارد و ۲۰۵ متر بالاتر از سطح دریا واقع شده‌است.